# Kazimierz Budny
Kazimierz Budny (ur. 12 maja 1863 w Sieluniu, zm. 16 kwietnia 1938 w Warszawie) – adwokat polski.

## Życiorys
Urodził się w rodzinie ziemiańskiej jako syn Teofila i Józefy z Lesiewskich. Do gimnazjum uczęszczał w Łomży, studiował zaś na Wydziale Prawa Cesarskiego Uniwersytetu Warszawskiego, dyplom kandydata praw uzyskując w 1888 po przedstawieniu pracy O zabójstwie dziecka w świetle prawa obowiązującego. Po studiach przeszedł do warszawskiego Sądu Okręgowego na aplikację tzw. kandydata do posad sądowych, którą po roku zamienił na aplikację adwokacką. 9 września 1889 wpisany został na listę w charakterze pomocnika adwokata przysięgłego; patronami jego byli kolejno Franciszek Nowodworski i Stanisław Leszczyński. Wpisu na listę adwokatów przysięgłych doczekał się w sierpniu 1892.
Przez 45 lat wykonywał w Warszawie zawód adwokata, z przerwą na okres I wojny światowej, kiedy przebywał jakiś czas w Rosji. W Kijowie pełnił funkcję prezesa Polskiego Komitetu Obywatelskiego. Udzielał się społecznie, w latach 1905–1918 był członkiem Towarzystwa Kursów Naukowych, od 26 VI 1907 do 30 XII 1908 także członkiem Zarządu TKN. W 1921 przekazał znaczną kwotę na zakup książek dla biblioteki Izby Adwokackiej w Warszawie. U schyłku życia stopniowy zanik słuchu zmusił go do ograniczenia praktyki, udzielał wówczas jedynie drobnych konsultacji oraz był radcą kilku cukrowni. Zmarł po długiej chorobie 16 kwietnia 1938.